# Sandrellhaus

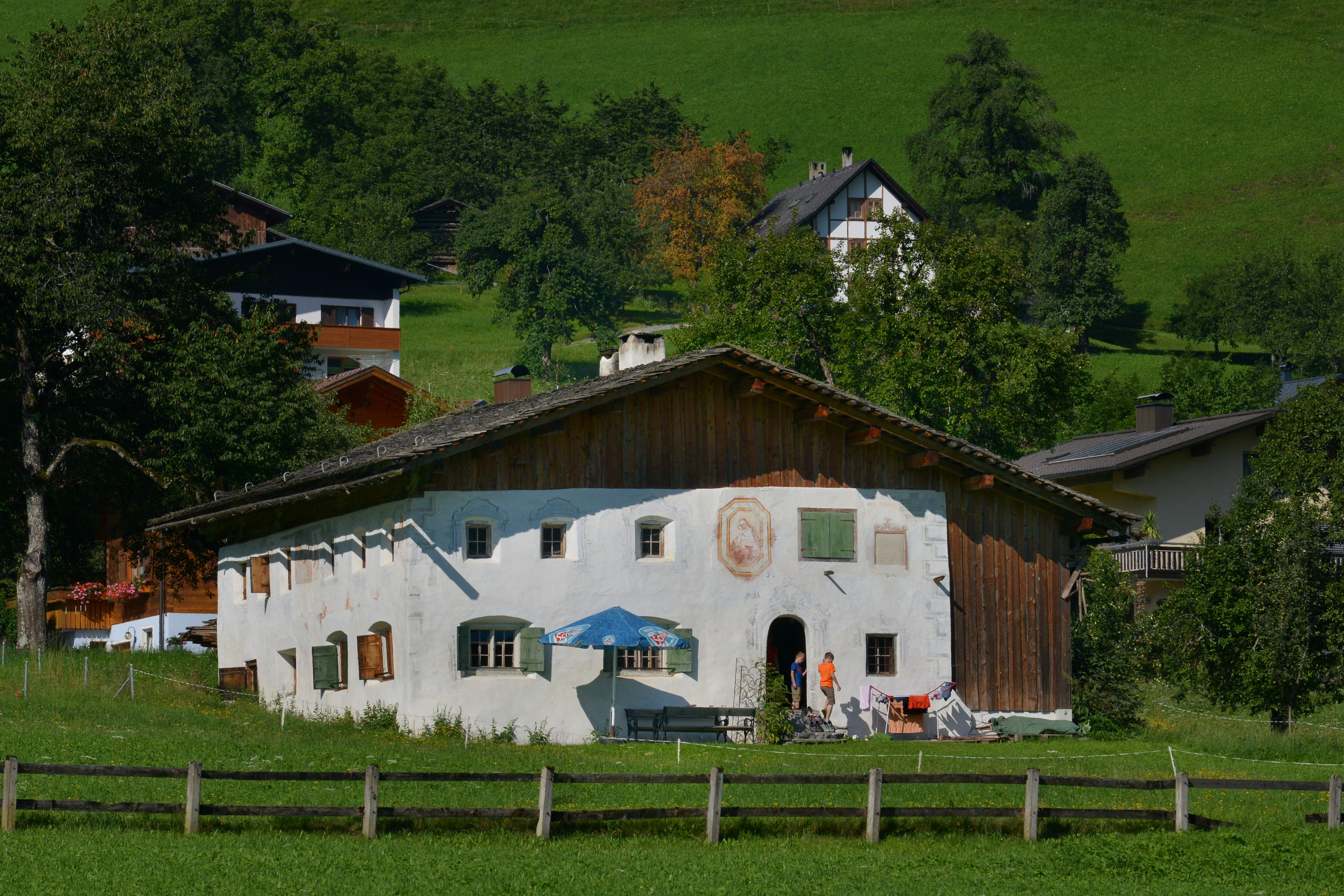
Ansicht Nordseite

Das Sandrellhaus ist ein Montafoner Paarhof (Wohnhaus und Stall) in der Gemeinde Tschagguns.
Das zweigeschoßige Steinwohnhaus, dessen Kernbau aus dem Jahre 1459 stammt, hat im Giebel eine Holzverschalung. 
An der Fassade im unteren Bereich sind Wandmalereien mit Resten eines Tierfrieses mit Schlitten, davor Hasen und Hirsche und ein Fries mit der Bezeichnung Dises Haus im Jar 1602 zu sehen. Im Obergeschoß stellen Malereien Kreuzigungsgruppen sowie ein Heiligen- oder Christusmotiv aus dem 17. Jahrhundert und Wandmalereien Mariahilf aus dem Jahre 1754, gemalte Eckquaderungen bei einem Fenster und unter einem Fenster dar.
Das Innere des Hauses umfasst Stubentüren, deren Türbekrönungen ein Würfelfries ziert, sowie ein würfelförmiger gemauerter Ofen mit Trockengestänge und ein Buffetschrank aus dem 17./18. Jahrhundert sind Teil der historischen Einrichtung. Als Verkleidung der Wohnstube dient eine Felderdecke aus breiten Wandbahnen in Fichtenholz. Die Flurküche mit einer in Lehm gemauerten Herdanlage und mit offenem Rauchabzug ist ebenso wie die anderen Räume des Hauses in der ursprünglichen Einteilung erhalten.

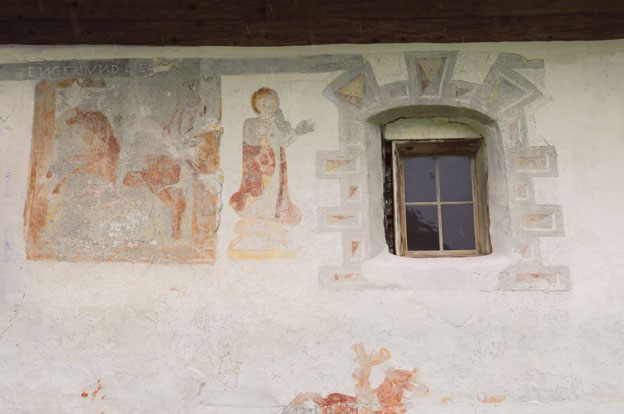
Fassade mit Wandmalereien
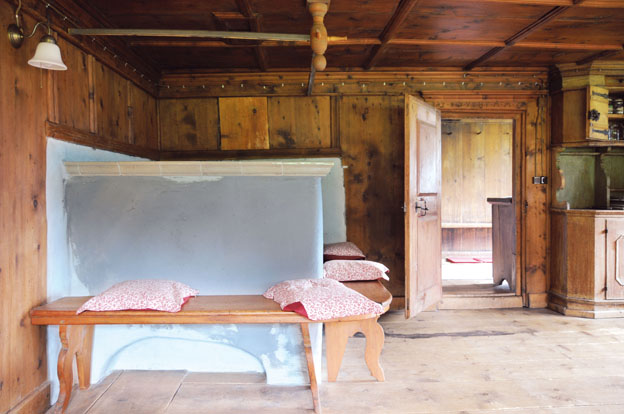
Innenansicht des Sandrellhauses mit einem würfelförmigen gemauerten Ofen und Trockengestänge
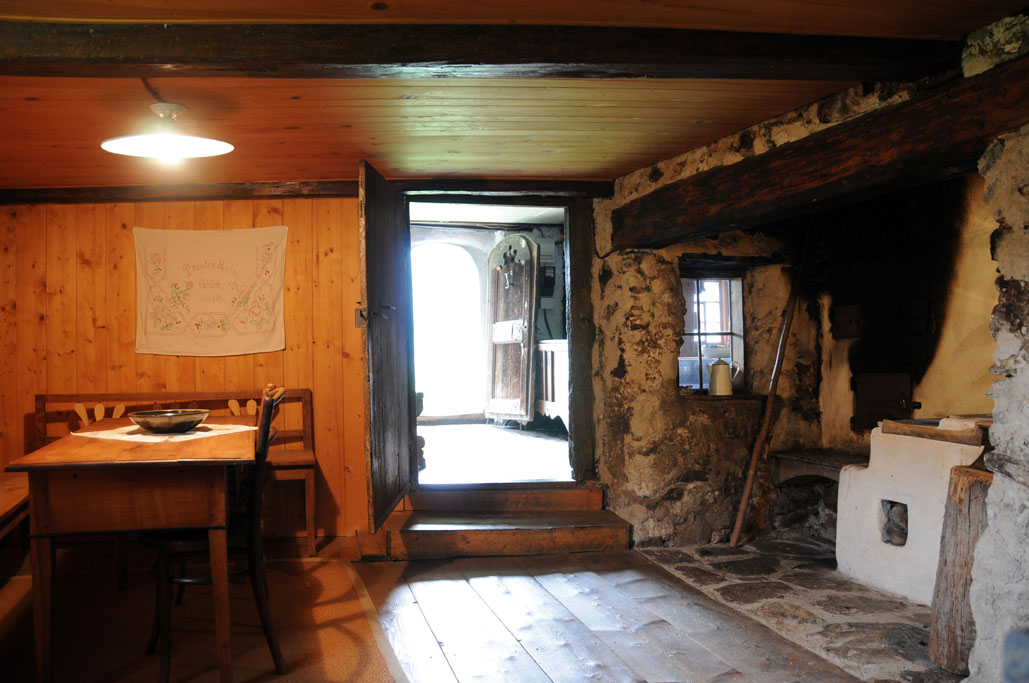
Innenansicht des Sandrellhauses mit offener Feuerstelle, errichtet Mitte des 15. Jahrhunderts